# Tour der neuseeländischen Rugby-Union-Nationalmannschaft nach Australien und Südafrika 1960
| Tour der All Blacks nach Australien und Südafrika 1960 | Tour der All Blacks nach Australien und Südafrika 1960 | Tour der All Blacks nach Australien und Südafrika 1960 | Tour der All Blacks nach Australien und Südafrika 1960 | Tour der All Blacks nach Australien und Südafrika 1960 |
| Übersicht                                              | S                                                      | G                                                      | U                                                      | N                                                      |
| ------------------------------------------------------ | ------------------------------------------------------ | ------------------------------------------------------ | ------------------------------------------------------ | ------------------------------------------------------ |
| Test Matches                                           | 04                                                     | 01                                                     | 1                                                      | 2                                                      |
| Sonstige Spiele                                        | 28                                                     | 25                                                     | 1                                                      | 2                                                      |
| Gesamt                                                 | 32                                                     | 26                                                     | 2                                                      | 4                                                      |
|                                                        |                                                        |                                                        |                                                        |                                                        |
| Südafrika                                              | 04                                                     | 01                                                     | 1                                                      | 2                                                      |

Die Tour der neuseeländischen Rugby-Union-Nationalmannschaft nach Australien und Südafrika 1960 umfasste eine Reihe von Freundschaftsspielen der All Blacks, der Nationalmannschaft Neuseelands in der Sportart Rugby Union. Das Team reiste von Mai bis September 1960 durch Australien und Südafrika. Während dieser Zeit bestritt es 32 Spiele. Darunter waren vier Test Matches gegen die Springboks, in denen die All Blacks zwei Niederlagen und ein Unentschieden hinnehmen mussten und somit die Serie verloren. In den 28 weiteren Begegnungen mit regionalen Auswahlteams resultierten zwei weitere Niederlagen und ein Unentschieden. Test Matches gegen die australischen Wallabies standen nicht auf dem Programm.

## Ereignisse

Ankündigung einer Protestversammlung der Citizens All Black Tour Association

Im Sommer 1958 erhielt die New Zealand Rugby Football Union (NZRFU) eine Einladung zu einer Tour durch Südafrika im übernächsten Jahr. Wie schon bei den Touren 1928 und 1949 gaben die Südafrikaner zu verstehen, dass die Regeln der Apartheid-Politik einzuhalten seien. Dies bedeutete, dass keine Spieler māorischer oder samoanischer Herkunft im Kader der All Blacks geduldet würden. Im Gegensatz zu früher stieß diese Forderung auch unter den Pākehā, den Neuseeländern europäischer Herkunft, zunehmend auf Kritik. 1959 wurde die Citizens All Black Tour Association (CABT) eigens mit dem Zweck gegründet, gegen jegliche sportliche Kontakte mit Südafrika zu protestieren. Ihre Kampagne stand unter dem Motto No Maoris – No Tour. Prominente Māori wie der Rugbyspieler George Nepia oder der Parlamentsabgeordnete Eruera Tirikatene sicherten ihre Unterstützung zu.
Die von Walter Nash angeführte Labour-Regierung erklärte öffentlich, dass sie sich nicht in die internen Angelegenheiten von Sportverbänden einmischen werde. Eine daraufhin von der CABT organisierte Petition erhielt über 160.000 Unterschriften. Am 18. Juni 1959 nahmen rund 500 Studenten in Wellington an Neuseelands erster Anti-Apartheid-Demonstration teil. Es folgten mehrere weitere, die sich gegen den Ausschluss von Māori-Spielern aus dem Kader der All Blacks richteten. Am Vorabend der Abreise der Mannschaft demonstrierten in Auckland rund 3000 Menschen. In einem Leitartikel meinte die Zeitung The Dominion, es sei unmöglich abzuschätzen, wie viele Menschen aus prinzipiellen Gründen gegen die Tour seien, da viele Protestierende der „professionellen Gegen-Alles-Clique“ angehören würden. Allerdings habe das Verhalten des Verbandes dazu beigetragen, „das Bewusstsein der Menschheit für die Ungerechtigkeit der Rassendiskriminierung sowohl im Sport als auch in der Politik zu schärfen“.
Rein sportlich gesehen verlief die Tour unter den Erwartungen der All Blacks. In den Test Matches gegen die Springboks resultierten zwei Niederlagen, ein Unentschieden und ein Sieg, wodurch die Testserie verloren ging. Weitere Niederlagen mussten sie gegen die Auswahlteams des Oranje-Freistaats und der südafrikanischen Armee hinnehmen.

## Spielplan
- Hintergrundfarbe grün = Sieg
- Hintergrundfarbe gelb = Unentschieden
- Hintergrundfarbe rot = Niederlage

(Test Matches sind grau unterlegt; Ergebnisse aus der Sicht Neuseelands)

### Spiele in Australien
| #  | Datum        | Gegner                     | Ort    | Stadion           | Ergebnis |
| -- | ------------ | -------------------------- | ------ | ----------------- | -------- |
| 01 | 14. Mai 1960 | New South Wales Waratahs   | Sydney | Sydney Showground | 27:0     |
| 02 | 14. Mai 1960 | Queensland Reds            | Sydney | Sydney Showground | 32:3     |
| 03 | 17. Mai 1960 | Victoria & South Australia | Orange | Wade Park         | 30:6     |
| 04 | 17. Mai 1960 | New South Wales Country    | Orange | Wade Park         | 38:6     |
| 05 | 21. Mai 1960 | Western Australia          | Perth  | Leederville Oval  | 57:0     |

### Spiele in Südafrika
| #  | Datum              | Gegner                        | Ort            | Stadion                 | Ergebnis |
| -- | ------------------ | ----------------------------- | -------------- | ----------------------- | -------- |
| 06 | 28. Mai 1960       | Northern Universities         | Potchefstroom  | Olën Park               | 45:6     |
| 07 | 31. Mai 1960       | Natal                         | Durban         | Kings Park Stadium      | 6:6      |
| 08 | 04. Juni 1960      | Griqualand West               | Kimberley      | De Beers Stadium        | 21:9     |
| 09 | 08. Juni 1960      | Südwestafrika                 | Windhoek       | South-West Stadium      | 27:3     |
| 10 | 11. Juni 1960      | Boland                        | Wellington     | Boland Stadium          | 16:0     |
| 11 | 15. Juni 1960      | Western Province Universities | Kapstadt       | Newlands Stadium        | 14:3     |
| 12 | 18. Juni 1960      | Northern Transvaal            | Pretoria       | Loftus Versfeld Stadium | 27:3     |
| 13 | 25. Juni 1960      | Südafrika                     | Johannesburg   | Ellis Park Stadium      | 0:13     |
| 14 | 29. Juni 1960      | Rhodesia XV                   | Kitwe          | Kitwe Ground            | 13:9     |
| 15 | 02. Juli 1960      | Rhodesien                     | Salisbury      | Glamis Stadium          | 29:14    |
| 16 | 06. Juli 1960      | Orange Free State             | Bloemfontein   | Free State Stadium      | 8:9      |
| 17 | 09. Juli 1960      | Junior Springboks             | Durban         | Kings Park Stadium      | 20:6     |
| 18 | 13. Juli 1960      | Eastern Province              | Port Elizabeth | Boet Erasmus Stadium    | 16:3     |
| 19 | 16. Juli 1960      | Western Province              | Kapstadt       | Newlands Stadium        | 20:8     |
| 20 | 19. Juli 1960      | South Western Districts       | Oudtshoorn     | Oudtshoorn Ground       | 21:3     |
| 21 | 23. Juli 1960      | Südafrika                     | Kapstadt       | Newlands Stadium        | 11:3     |
| 22 | 27. Juli 1949      | Central Universities          | East London    | Border RU Ground        | 21:12    |
| 23 | 30. Juli 1960      | Eastern Transvaal             | Springs        | PAM Brink Stadium       | 11:6     |
| 24 | 03. August 1960    | SA Combined Services          | Pretoria       | Loftus Versfeld Stadium | 3:8      |
| 25 | 06. August 1960    | Transvaal                     | Johannesburg   | Ellis Park Stadium      | 19:3     |
| 26 | 09. August 1960    | Western Transvaal             | Potchefstroom  | Olën Park               | 19:3     |
| 27 | 13. August 1960    | Südafrika                     | Bloemfontein   | Free State Stadium      | 11:11    |
| 28 | 17. August 1960    | North-Eastern Districts       | Aliwal North   | Aliwal North Ground     | 15:6     |
| 29 | 20. August 1960    | Border                        | East London    | Border RU Ground        | 30:3     |
| 30 | 27. August 1960    | Südafrika                     | Port Elizabeth | Boet Erasmus Stadium    | 3:8      |
| 31 | 03. September 1960 | Transvaal XV                  | Johannesburg   | Ellis Park Stadium      | 9:3      |
| 32 | 01. Oktober 1960   | Rest of New Zealand           | Wellington     | Athletic Park           | 20:8     |

## Test Matches
| 25. Juni 1960 | Südafrika                                                                 | 13 : 0        | Neuseeland | Ellis Park Stadium, Johannesburg Zuschauer: 75.000 Schiedsrichter: Albert Strasheim (Südafrika) |
| 25. Juni 1960 | Versuche: van Zyl (2) Erhöhungen: Dryburgh Lockyear Straftritte: Lockyear | (5:0) Bericht |            | Ellis Park Stadium, Johannesburg Zuschauer: 75.000 Schiedsrichter: Albert Strasheim (Südafrika) |

Aufstellungen:
- Südafrika: Michel Antelme, Johan Claassen, Roy Dryburgh , Piet du Toit, John Gainsford, Ian Kirkpatrick, Chris Koch, Richard Lockyear, Abie Malan, Avril Malan, Lofty Nel, Keith Oxlee, Martin Pelser, Hennie van Zyl, Hugo van Zyl
- Neuseeland: Kevin Briscoe, Ralph Caulton, Adrian Clarke, Don Clarke, Richard Conway, Peter Hilton-Jones, Mark Irwin, Terry Lineen, Neven MacEwan, Colin Meads, Terry O’Sullivan, Kel Tremain, Russell Watt, Wilson Whineray , Dennis Young

| 23. Juli 1960 | Südafrika       | 3 : 11        | Neuseeland                                                                        | Newlands Stadium, Kapstadt Zuschauer: 46.000 Schiedsrichter: Michael Slabber (Südafrika) |
| 23. Juli 1960 | Versuche: Oxlee | (3:3) Bericht | Versuche: Meads Erhöhungen: D. Clarke Straftritte: D. Clarke Dropgoals: D. Clarke | Newlands Stadium, Kapstadt Zuschauer: 46.000 Schiedsrichter: Michael Slabber (Südafrika) |

Aufstellungen:
- Südafrika: Mike Antelme, Johan Claassen, Roy Dryburgh , Piet du Toit, John Gainsford, Ian Kirkpatrick, Chris Koch, Richard Lockyear, Avril Malan, Lofty Nel, Keith Oxlee, Martin Pelser, Albertus van der Merwe, Hennie van Zyl, Hugo van Zyl
- Neuseeland: Kevin Briscoe, Don Clarke, Ian Clarke, David Graham, Ronald Horsley, Kevin Laidlaw, Terry Lineen, Neven MacEwan, Frank McMullen, Colin Meads, Steve Nesbit, Kel Tremain, Russell Watt, Wilson Whineray , Dennis Young

| 13. August 1960 | Südafrika                                                      | 11 : 11       | Neuseeland                                                    | Free State Stadium, Bloemfontein Zuschauer: 56.000 Schiedsrichter: Ralph Burmeister (Südafrika) |
| 13. August 1960 | Versuche: Oxlee Erhöhungen: Lockyear Straftritte: Lockyear (2) | (3:0) Bericht | Versuche: McMullen Erhöhungen: Clarke Straftritte: Clarke (2) | Free State Stadium, Bloemfontein Zuschauer: 56.000 Schiedsrichter: Ralph Burmeister (Südafrika) |

Aufstellungen:
- Südafrika: Michel Antelme, Johan Claassen, Piet du Toit, John Gainsford, Douglas Hopwood, Ian Kirkpatrick, Fanie Kuhn, Richard Lockyear, Abie Malan, Avril Malan , Keith Oxlee, Martin Pelser, Lionel Wilson, Hennie van Zyl, Hugo van Zyl
- Neuseeland: Kevin Briscoe, Don Clarke, Richard Conway, David Graham, Ronald Horsley, Kevin Laidlaw, Terry Lineen, Neven MacEwan, Frank McMullen, Colin Meads, Steve Nesbit, Kel Tremain, Russell Watt, Wilson Whineray , Dennis Young

| 27. August 1960 | Südafrika                                                           | 8 : 3         | Neuseeland             | Boet Erasmus Stadium, Port Elizabeth Zuschauer: 60.000 Schiedsrichter: Ralph Burmeister (Südafrika) |
| 27. August 1960 | Versuche: Pelser Erhöhungen: Richard Lockyear Straftritte: Lockyear | (3:3) Bericht | Straftritte: D. Clarke | Boet Erasmus Stadium, Port Elizabeth Zuschauer: 60.000 Schiedsrichter: Ralph Burmeister (Südafrika) |

Aufstellungen:
- Südafrika: Michel Antelme, Piet du Toit, Douglas Hopwood, John Gainsford, Ian Kirkpatrick, Fanie Kuhn, Richard Lockyear, Abie Malan, Avril Malan , Keith Oxlee, Martin Pelser, Lionel Wilson, Hendrik van der Merwe, Hennie van Zyl, Hugo van Zyl
- Neuseeland: Kevin Briscoe, Ralph Caulton, Don Clarke, Ian Clarke, Richard Conway, Tony Davies, Ronald Horsley, Kevin Laidlaw, Neven MacEwan, Frank McMullen, Colin Meads, Kel Tremain, Russell Watt, Wilson Whineray , Dennis Young